# Victor Clube
Stace Victor Murray Clube (* 22. Oktober 1934 in London) ist ein englischer Astrophysiker und Astronom.
Clube, der in seiner Jugend die St John's School in Leatherhead und das Christ Church College der University of Oxford besuchte, war Dekan der Astrophysikalischen Fakultät seiner Alma Mater und arbeitete an den Observatorien von Edinburgh, Armagh und Kapstadt.
Seinen Bekanntheitsgrad verdankt er hauptsächlich seiner Arbeit an der Theorie des "coherent catastrophism", die er zusammen mit Bill Napier und anderen Kollegen aufstellte. Darüber hinaus ist er ein Experte für Kometen und Kosmologie. Clube ist ebenfalls Autor zahlreicher wissenschaftlicher und populärwissenschaftlicher Bücher und ein exzellenter Cricket-Spieler.
Der Asteroid (6523) Clube wurde nach ihm benannt.

## Bibliographie
- The Cosmic Serpent, mit Bill Napier, Faber and Faber, 1982, ISBN 978-0-571-11816-8
- The Cosmic Winter, mit Bill Napier, Blackwell Publishers, 1990, ISBN 978-0-631-16953-6
- The Origin of Comets (S.V.M. Clube, W.M. Napier, M.E. Bailey), Pergamon Press, 1990, ISBN 0-08-034858-0

## Quelle
- Lutz D. Schmadel: Dictionary of Minor Planet Names. 5th ed. Springer, Berlin 2003, ISBN 3-540-00238-3 (englisch) [Voransicht bei Google Book Search]